# Östavall
Östavall – miejscowość położona w południowo-zachodniej części Szwecji w gminie Ånge w regionie Västernorrland. Mieszka tam około 247 mieszkańców.